# Tibor Bana
Dans le nom hongrois Bana Tibor, le nom de famille précède le prénom, mais cet article utilise l’ordre habituel en français Tibor Bana, où le prénom précède le nom.
Tibor Bana, né le 1er décembre 1985 à Körmend, est une personnalité politique hongroise, député indépendant à l'Assemblée hongroise, ancien membre du groupe Jobbikqu'il a quitté en 2020.  